# Heinreichs (Gemeinde Vitis)
Heinreichs ist eine Katastralgemeinde und ein Ort in der Marktgemeinde Vitis, Bezirk Waidhofen an der Thaya. Die Ortschaft hat 178 Einwohner (Stand 1. Jänner 2024).

## Lage
Die Katastralgemeinde Heinreichs liegt im Nordwesten des Gemeindegebietes von Vitis und grenzt im Osten an die Katastralgemeinden Jaudling und Jetzles, im Süden an Vitis, im Südwesten an Großrupprechts und im Osten an Eulenbach. Im Norden bestehen Grenzen zu den Gemeinden Heidenreichstein (Katastralgemeinde Guttenbrunn) und Waidhofen an der Thaya-Land (Katastralgemeinde Edelprinz).
Im Norden der Katastralgemeinde liegt das Waldgebiet Winkelau, zudem verfügt Heinreichs über zwei Teiche. Im Osten liegt nahe dem Weiler Handling der Steglüssteich, im Süden der Katastralgemeinde liegt der Auteich. Die Ortschaft Heinreichs selbst liegt an der Vitiser Straße, die von Vitis über Heinreichs, Guttenbrunn und Seyfrieds nach Heidenreichstein führt.

## Geschichte
Heinreichs wurde erstmals 1417 im Urbar vor Hardegg, Pulkau und Schrems als Hainreichs genannt. Der Name Heinreichs bedeutet dabei, dass es sich um die Siedlung eine Mannes handelte, der den althochdeutschen Namen Heinreich trug. Zu Zeitpunkt seiner ersten urkundlichen Erwähnung umfasste Heinreichs 1417 zwei Höfe, 13 Lehen und eine Hofstatt, wobei Heinreichs mit allen Rechten zur Grundherrschaft Schrems gehörte. 1594 erwarb Amalia Römer von Grünau den Ort, in den 1630er Jahren war Heinreichs in Besitz von Sebastian Stockhorner, Besitzer der Herrschaft Grünau. Stockhorner ließ in dieser Zeit in Heinreichs ein Schloss mit Herrschaftssitz errichten. Stockhorners Bauvorhaben fiel in eine Zeit der zunehmenden Verödung von Heinreichs. Hatte die Ortschaft 1595 noch sechzehn gestiftete Häuser umfasst, so waren es 1673 nur noch acht. 1761 verkauften die Stockhorner Heinreichs und verließen als letzte protestantische Adelige Niederösterreich. Die herrschaftliche Verwaltung fiel in der Folge an Schrems, das Schloss und die zugehörigen Gebäude und Nutzflächen wurden anderen Lehen zugeschlagen.
Heinreichs wuchs im 18. Jahrhundert durch den Bau zahlreicher Kleinhäuser an, wobei die darin lebenden Einwohner vor allem von der Heimarbeit lebten. Diese Weber und Zwirndreher verdienten ihr Auskommen im Rahmen des protoindustriellen Verlagswesens. Die Bevölkerung von Heinreichs stieg in der Folge stark an, 1848 lebten bereits 367 Menschen in Heinreichs, wobei die Zahl der Häuser auf 65 angestiegen war. Infolge der Kartoffelfäule kam es 1847 jedoch zu Hungerkrawallen, da die Kartoffeln das Hauptnahrungsmittel der Kleinhäusler waren. Zudem führte der zunehmende Maschineneinsatz in der Industrie zu Lohneinbußen oder Arbeitslosigkeit der Weber. In der Folge setzte in Heinreichs ein Bevölkerungsrückgang ein, der seitdem nicht mehr gestoppt wurde. Die 1847/1848 errichtete Schule wurde 1992 in ein Jugendgästehaus umgebaut.
Laut Adressbuch von Österreich waren im Jahr 1938 in der Ortsgemeinde Heinreichs ein Dachdecker, zwei Gastwirte, zwei Gemischtwarenhändler, ein Schmied, ein Schuster, ein Tischler, ein Wagner und mehrere Landwirte ansässig.
Im politischen Bereich dominiert die Österreichische Volkspartei (ÖVP) analog zur Gemeindeebene die Wahlergebnisse. So erreichte die ÖVP im Wahlsprengel Heinreichs bei der Gemeinderatswahl 2010 61 % (Gemeindeergebnis: 70 %) und die Sozialdemokratische Partei Österreichs (SPÖ) 39 % (Gemeindeergebnis: 30 %). 2005 hatte die SPÖ noch 47 % erreicht.

## Bauwerke

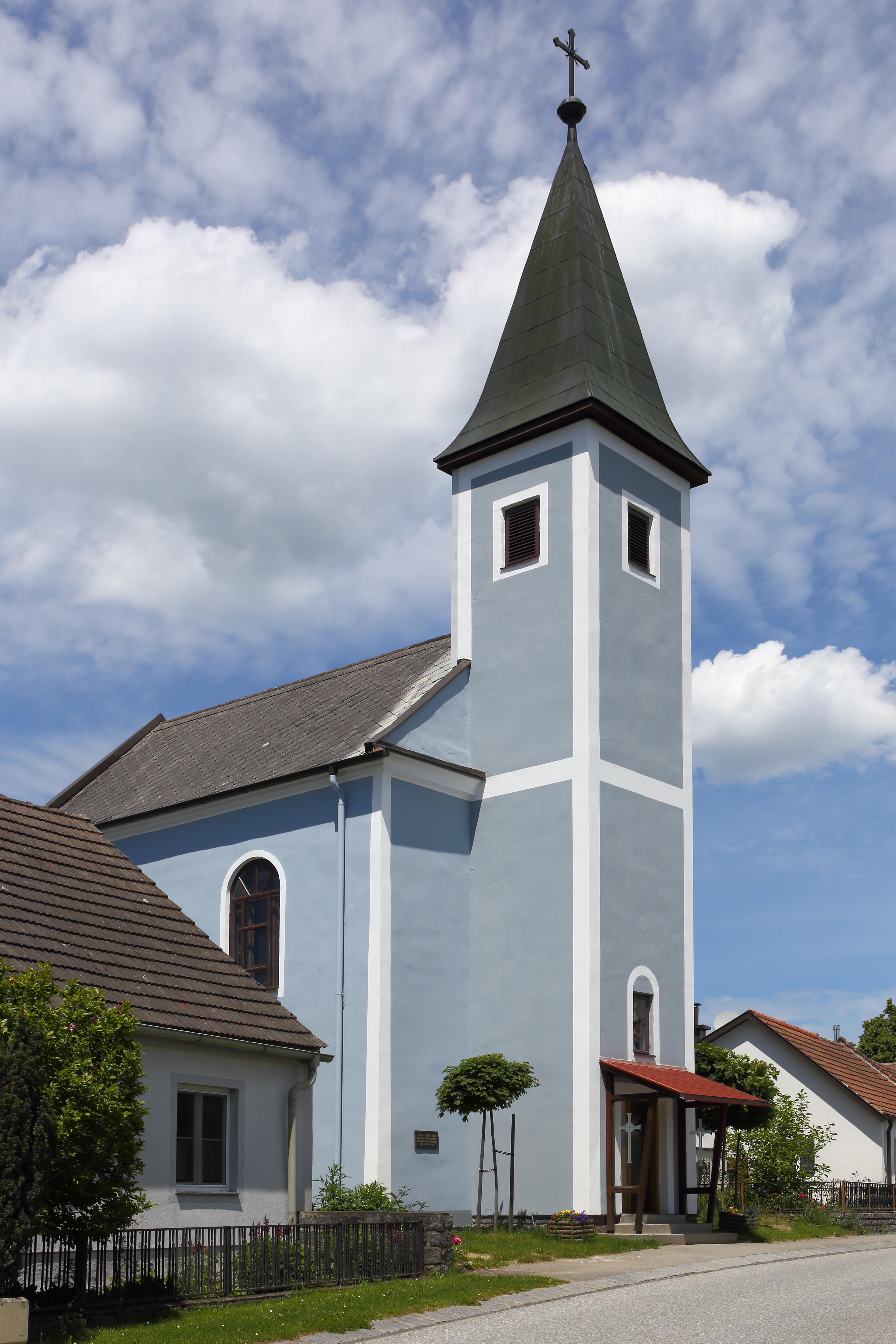
Ortskapelle

Bei Heinreichs handelt es sich um ein angerartig verbreitertes Straßendorf. Die Drei- und Vierseithöfe verfügen über zum Teil schlichte Putzfassaden. Dominierendes Bauwerk der Ortschaft ist die Dorfkapelle, die durch ihr Äußeres und ihre Ausstattung alle anderen Dorfkapellen der Gemeinde Vitis überragt. Der Bau wurde von Anna Appolonia Stockhorner 1690 errichtet, die die Kapelle trotz des protestantischen Glaubens ihrer Familie der Heiligen Dreifaltigkeit weihen ließ. Der hohe, barocke Bau verfügt über eine niedrige Rechteckapsis und einen vorgestellten Turm, der von einem Pyramidendach gekrönt ist. Das Innere der zweijochigen Kirche wird von einem Stichkappentonnengewölbe über Pilaster überragt, die Holzempore verfügt über Akanthuspilaster und Engelköpfe aus der Zeit um 1700. Der marmorierte Säulenaltar aus der Bauzeit der Kapelle verfügt über ein Altarbild aus dem 19. Jahrhundert, das die Heilige Familie zeigt. Zudem ist der Altar mit geschnitzten, barocken Figuren der heiligen Maria mit Kind und des heiligen Nepomuk (beides 18. Jahrhundert) geschmückt. Des Weiteren befindet sich an der Landstraße nach Jaudling die sogenannte „Pestsäule“, ein Granitbildstock aus dem 16. Jahrhundert. Dieses älteste Flurdenkmal der Gemeinde verfügt über tordierte Kanneluren und ist von einem Kruzifix gekrönt.